# Sara Dallin
Sara Elizabeth Dallin (nascuda 17 desembre 1961) és una compositora i cantant anglesa. És una de les membres fundadores del grup de música Bananarama. El grup ha aconseguit 32 Top-50 de les llistes del Regne Unit i 11 Top 100 de singles en els EUA, incloent un número u en USA amb "Venus" (1986). Altres impactes inclouen "Cruel Summer" (1983), "I Heard a Rumuor" (1987) i "Love in The First Degree" (1987). Dallin i Woodward són les úniques intèrprets que aparegueren en ambdues versions la de 1984 i 1989 de la cançó "Do They Know It’s Christmas?" de la Band Aid. Bananarama Ha venut per damunt de 30 milions de discs i va entrar al Llibre Guinness de Rècords Mundials com el grup totalment femení que té més entrades de gràfics de vendes del Regne Unit en la història, un rècord que encara ostenten.

## Vida primerenca
Dallin és d'ascendències anglesa, francesa i irlandesa. Va estudiar periodisme a la Universitat de Londres de Moda (Universitat d'Arts) els anys 1980-81. Va formar el grup Bananarama amb la seva amiga d'infantesa Keren Woodward i Siobhan Fahey que va conèixer a la universitat. Durant 1980, Dallin i Woodward conegueren Paul Cook, ex-membre de Sex Pistols, en un club i esdevingueren amics ràpidament. Van donar suport cantat a la banda d'ell i Steve Jones, The Professionals, i feren llur primer tast del negoci de la música, enregistrant demos en el llegendari carrer Denmark Street.
Quan la casa on hi vivien va tancar per reforma, Paul els va oferir un lloc per viure que era utilitzat per Malcolm McClaren com a oficina per sobre del vell local d'assaig dels Sex Pistols, en el ja anomenat carrer Denmark. Totes dues entrarien en les reunions musicals i endollaren les guitarres per fer llargues "Jam sessions" nocturnes .
Dallin aparegué en escena per primera vegada amb Woodward i la seva amiga Mel O'Brien al Camden Palace (ara KOKO) amb la banda del seu amic Vaughn Toulouse (Department S). La primera aparició del trio Dallin, Woodward i Fahey en escena (després esdenvindrien Bananarama) fou amb el Conjunt Monocrom (amics de Siobhan) a London's Rainbow donant suport a Iggy Pop. El trio llavors començà amb assaigs amb amics del músic i va enregistrar la seva primera demo ‘AIE A Mwana' la qual van cantar a diversos clubs al voltant de Londres (Rock Garden, Embassy, The Wag club). Van copsar l'atenció de Demon records i van signar un contracte per un únic single. (AIE A MWANA) va ser alliberat. Va ser radiat pel llegendari punxa-discs de la BBCRadio1 John Peel que promocionava bandes joves. Terry Hall (ex Specials) va sentir la pista. Havia format un grup de nois que va anomenar Fun Boy Three i va contactar amb Bananarama per preguntar-les si cantarien en algunes pistes del seu àlbum nou. L'alliberament del senzill "‘T’Aint What You Do’" esdevenia un èxit del Top 5, propulsant Bananarama al centre d'interès musical. Les tres cantants eren habituals col·laboradores dels grups: The Monochrome Set, Iggy Pop, Department S, The Nipple Erectors, i The Jam.

## Carrera
Dallin, Fahey i Woodward van formar Bananarama i van alliberar el seu primer senzill "Aie A Mwana" en 1981. El trio va tenir una seguida d'impactes en el Top 10 del Regne Unit, incloent "Shy Boy" (1982), "Robert De Niro's Waiting" (1984) i "Love in the First Degree" (1987). També van aconseguir tenir èxit internacional, incloent els Estats Units, on van tenir fites en el Top 10 amb "Cruel Summer" (1984), "Venus" (número u el 1986), i "I Heard a Rumour" (1987). La substituta de Fahey en 1988 fou Jacquie O'Sullivan, amb èxits en aquest període com ara "I Want You Back" (1988). Dallin i Woodward eren les úniques de l'original grup Band Aid de 1984 que van actuar en la versió de 1989. O'Sullivan va deixar el grup en 1991 i Dallin i Woodward van continuar com a duo fins que  en 2017 es van reunir amb Fahey. El juny de 2017, els membres originals de Bananarama van rebre el premi Icon Award al Glamour Awards.

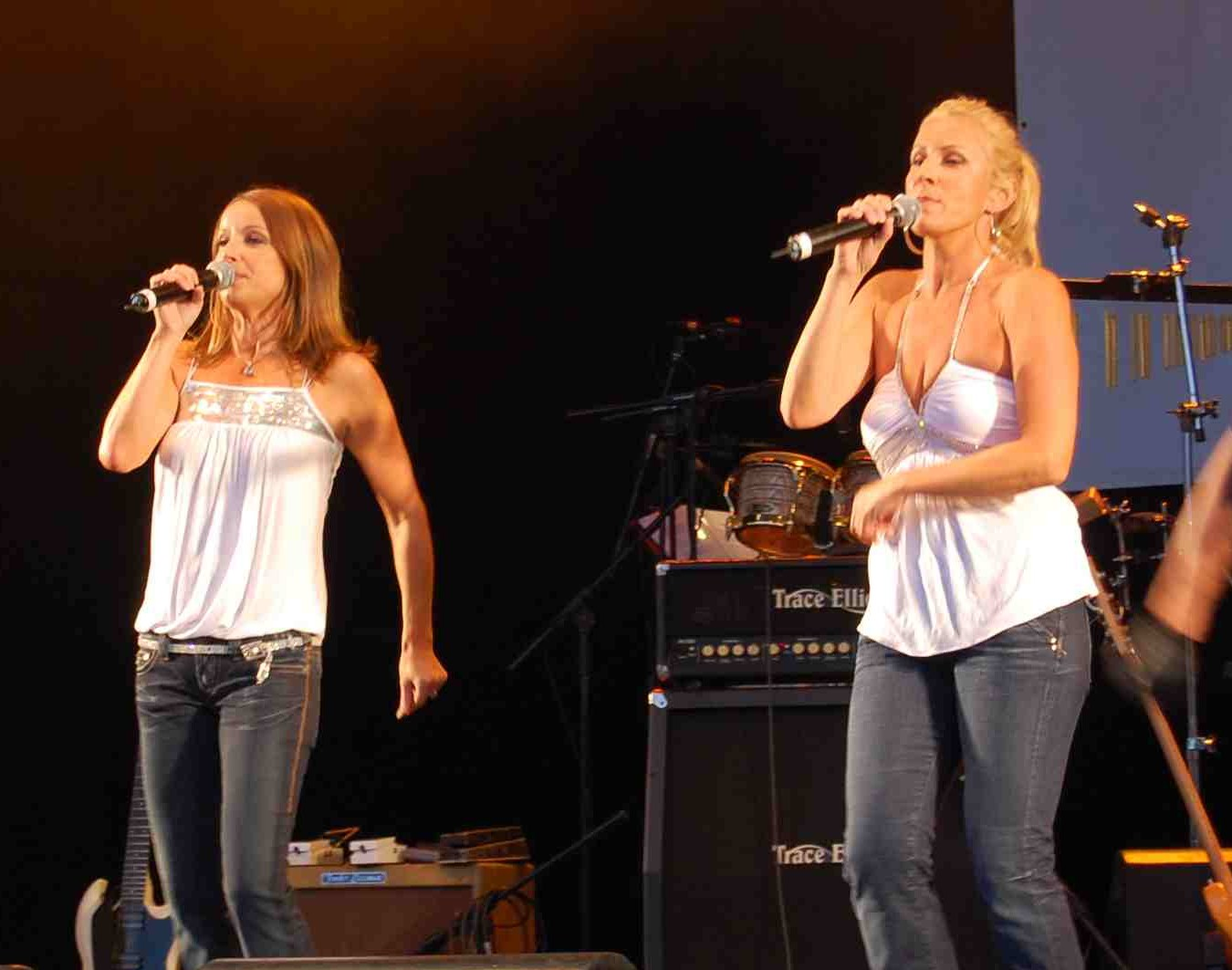
Bananarama. Essex. 2007. Dallin a la dreta.

## Vida personal
Dallin va estar compromesa amb un anterior ballarí de Bananarama, Bassey Walker amb qui va tenir una filla, Alice, el 1991, però més tard van separar.